# Tudela de Duero
Tudela de Duero est une commune de la province de Valladolid dans la communauté autonome de Castille-et-León en Espagne.

## Sites et patrimoine
Les édifices notables de la commune sont :
- Murailles (es).
- Église paroissiale de Herrera de Duero.
- Église paroissiale Notre-Dame-de-l'Assomption (es) (Iglesia de Nuestra Señora de la Asunción).
- Chapelle del Humilladero de la Quinta Angustia.
- Chapelle del Santo Cristo.
- Arco de San Miguel.
- Casa de la Cruz.
- Casa de los Escudos.
- Musée à l'air libre.